# Muddywater River
Muddywater River är ett vattendrag i Kanada.   Det ligger i provinsen Alberta, i den centrala delen av landet, 3 200 km väster om huvudstaden Ottawa.
I omgivningarna runt Muddywater River växer i huvudsak barrskog. Trakten runt Muddywater River är nära nog obefolkad, med mindre än två invånare per kvadratkilometer.